# Arnautito, Stara Zagora
Arnautito (în bulgară Арнаутито) este un sat în comuna Stara Zagora, regiunea Stara Zagora,  Bulgaria. 

## Demografie
Componența etnică a satului Arnautito
     Turci (5,11%)
     Bulgari (87,37%)
     Romi (3,41%)
     Nicio identificare (4,09%)
La recensământul din 2011, populația satului Arnautito era de 293 locuitori. Din punct de vedere etnic, majoritatea locuitorilor (87,37%) erau bulgari, existând și minorități de turci (5,11%) și romi (3,41%). Pentru 4,09% din locuitori nu este cunoscută apartenența etnică.